# Airspeed AS.39 Fleet Shadower
L'Airspeed AS.39 Fleet Shadower est un triplace embarqué de reconnaissance expérimental britannique de la Seconde Guerre mondiale.
L’Operational Requirement OR.52 de la Royal Navy demandait un triplace de reconnaissance capable d’opérer du pont d’un porte-avions, susceptible de repérer de nuit les navires de surface ennemis, donc capable de voler à faible vitesse, silencieux et disposant d’une grande autonomie. L’Air Ministry établit donc la fiche-programme S.22/37 pour un monoplan à aile haute et train fixe, tracté par 4 moteurs de faible puissance répartis en envergure afin de mieux souffler la voilure, avec poste d’observation à l’avant du fuselage. 5 constructeurs se déclarèrent intéressés, Percival Aircraft Company (en), Short Brothers, Fairey, General Aircraft Ltd et Airspeed.
L'Airspeed AS.39 se présentait comme un monoplan à aile haute de construction mixte. La voilure en bois, revêtement compris, reposait sur deux longerons en épicéa séparés par des compartiments étanches pour assurer la flottabilité de l’appareil en cas d’amerrissage forcé. Elle était contre-ventée de chaque côté par un V en tubes d’acier. Le fuselage était entièrement métallique, le compartiment avant de l’observateur étant détachable. L’ensemble reposait sur un train classique à longue course. Les moteurs Pobjoy Niagara V (en) de 130 ch entraînaient des bipales en bois à pas fixe de 2,43 m de diamètre.
Deux prototypes furent commandés (N1323 et N1324), mais un seul achevé. Un retard de livraison des moteurs repoussa le premier vol au 17 octobre 1940, soit après son unique concurrent, le General Aircraft GAL.38 (en). Les deux participants au programme se révélèrent décevants, principalement pour des raisons aérodynamiques, et ce programme fut rapidement abandonné.